# Алуминијум хидроксид
Алуминијум хидроксид, молекулска формула - , је најстабилније једињење алуминијума под нормалним условима. Може се наћи у природи у облику руде гипсит. Веома је сличан са хидроксидом алуминијум оксида, AlO(OH), и алуминијум оксидом, , од којих се разликује само по количини воде. Ова три елемента заједно чине основе руде, боксита.
Са киселинама гради  катјоне. Алуминијум хидроксид се састоји од једног атома алуминијума и од три  групе
Може се наћи написан и у облику .
Алуминијум хидроксид је амфотерно једињење.
Соли са анјоном  (слично као и соли ) се понекад називају алуминати.